# Fal·loïdina
La fal·loïdina és una micotoxina del grup de les fal·lotoxines produïda pel fong Amanita phalloides. La seva estructura és la d'un heptapèptid bicíclic. Impedeix la despolimerització de filaments d'actina, la qual cosa interfereix en l'activitat essencial de les cèl·lules, enverinant-les. La fal·loïdina actua unint la interfície present entre monòmers d'actina consecutius en els filaments d'actina F i, d'aquesta manera, els estabilitza, disminuint la taxa de dissociació en els extrems del microfilament. A més, la fal·loïdina inhibeix l'activitat hidrolasa de l'ATP de l'actina F, redundant en una major estabilització dels microfilaments.
L'activitat de la fal·loïdina depèn de la concentració en què es troba en les cèl·lules. A baixes concentracions i en el citoplasma, agrupa l'actina poc polimeritzada o lliure i l'afegeix en petits polímers, però a nivells més grans, indueix contracció cel·lular.
Les capacitats de la fal·loïdina d'unir específicament microfilaments i d'estabilitzar-los, la faculten per a assajos de microscòpia emprant una variant marcada amb un fluorocrom. Això fa que sigui sovint utilitzada en la microscòpia de fluorescència i microscòpia confocal.